# Weiser (Idaho)
Weiser es una ciudad ubicada en el condado de Washington en el estado estadounidense de Idaho. En el Censo de 2010 tenía una población de 5507 habitantes y una densidad poblacional de 628,89 personas por km².

## Geografía
Weiser se encuentra ubicada en las coordenadas 44°15′25″N 116°58′13″O / 44.25694, -116.97028. Según la Oficina del Censo de los Estados Unidos, Weiser tiene una superficie total de 8.76 km², de la cual 8.75 km² corresponden a tierra firme y (0.12%) 0.01 km² es agua.

## Demografía
Según el censo de 2010, había 5507 personas residiendo en Weiser. La densidad de población era de 628,89 hab./km². De los 5507 habitantes, Weiser estaba compuesto por el 0.08% blancos, el 0.27% eran afroamericanos, el 0.89% eran amerindios, el 1.02% eran asiáticos, el 0.04% eran isleños del Pacífico, el 14.31% eran de otras razas y el 2.69% pertenecían a dos o más razas. Del total de la población el 0.03% eran hispanos o latinos de cualquier raza.